# Staatsman
De term staatsman of staatsvrouw is een term gebruikt om te verwijzen naar diplomaten en politici, veelal oud-regeringsleiders met een respectabele staat van dienst.   Het wordt vaak gebruikt in de context van internationale of buitenlandse zaken, bijvoorbeeld "een vergadering van staatslieden". Of een persoon wel of niet een staatsman is, is een kwestie van opinie, alhoewel er in sommige gevallen een kleine controverse bestaat. Politici die worden beschouwd als staatslieden zijn meestal oud of overleden, met langlopende carrières.
Naast carrière of beklede posten speelt ook de mate mee waarin een politicus het algemeen belang behartigt. Zo schreef de Amerikaanse auteur James Freeman Clark: "Een politicus denkt aan de volgende verkiezingen, een staatsman aan de volgende generatie." De term staatsman is een positieve aanduiding, die in de regel niet wordt gebruikt voor leiders van autoritaire of totalitaire regimes.